# 33467 Johnlieb
33467 Johnlieb este o planetă minoră (asteroid) din centura de asteroizi. A fost descoperită pe 19 martie 1999 la Experimental Test Site⁠(d) de Lincoln Near-Earth Asteroid Research. 
Obiectul prezintă o orbită caracterizată de o semiaxă mare de 2,552923 UAi, o excentricitate de 0,16, o înclinație de 3,45663 ° în raport cu ecliptica.